# Marcus Cleverly
Marcus Cleverly, né le 15 juin 1981 à Hillerød (Danemark), est un handballeur international danois. Il évolue au poste de gardien de but.

## Palmarès

### En sélection nationale
- médaillé d'or au Championnat d'Europe 2012, Serbie
- 6e place aux Jeux olympiques de 2012 à Londres

### En club
Compétitions internationales
- Finaliste de la Coupe du monde des clubs en 2013

Compétitions nationales
- championnat de Pologne (3) : 2010, 2012, 2013
- Coupe de Pologne (3) : 2011, 2012, 2013
- championnat du Danemark (1) : 2014-2015
- Supercoupe du Danemark (2) : 2014, 2015